# Sangiano

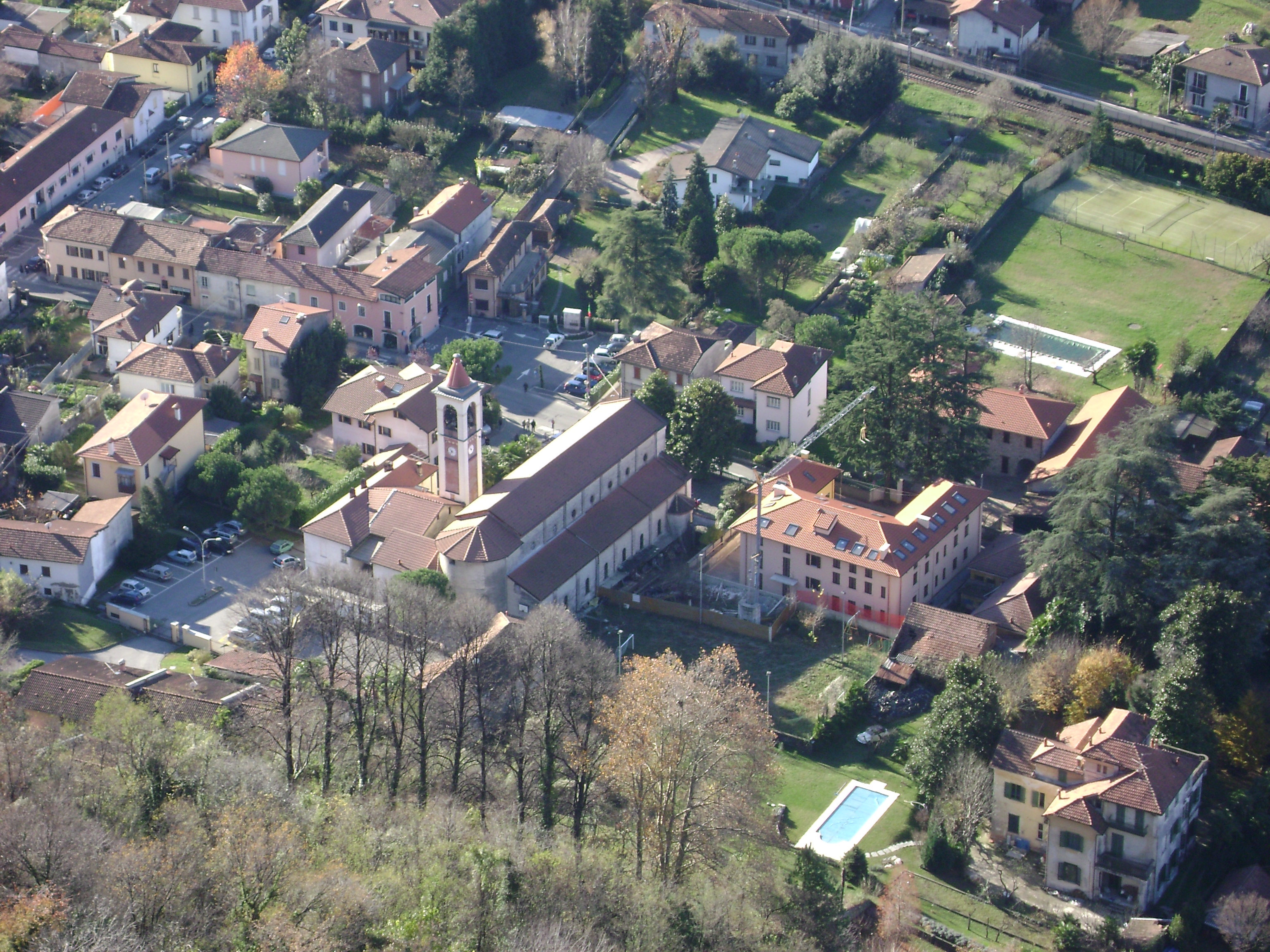
Sangiano, Ansicht vom Monte Picuz

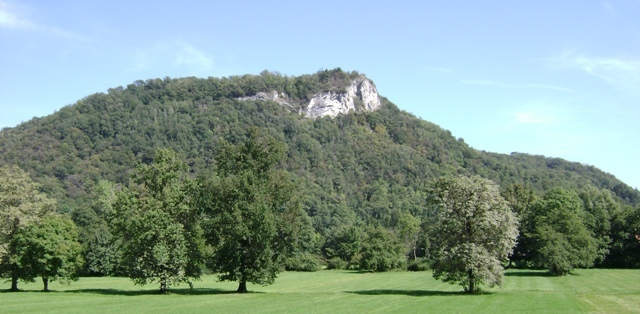
Der Monte Sangiano, der sogenannte Picuz

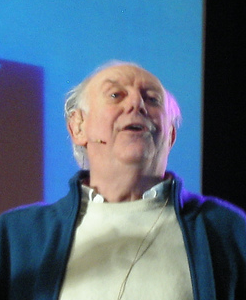
Dario Fo

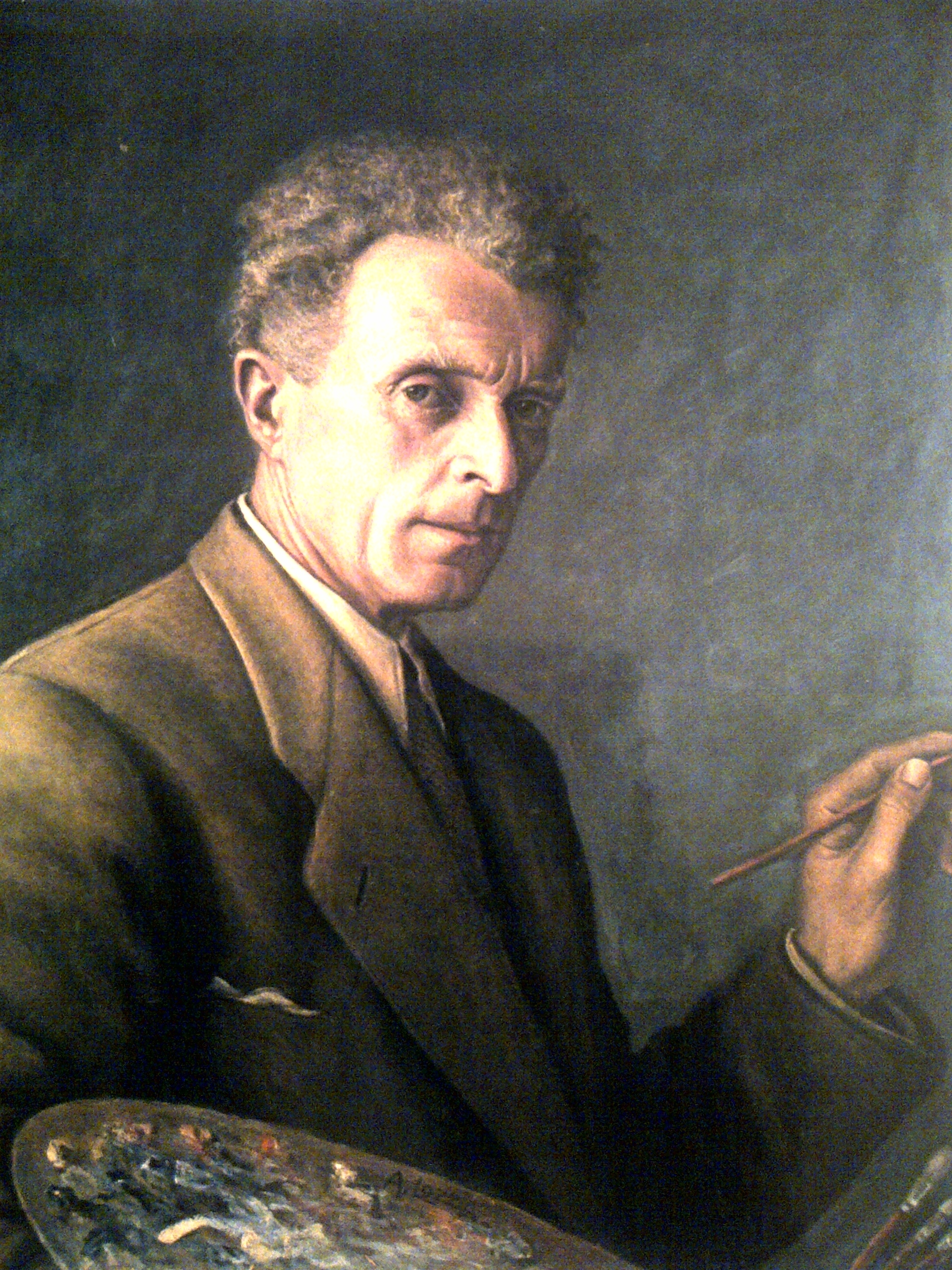
Augusto Lozzia: Selbstportrait

Sangiano ist eine Gemeinde (comune) in der Provinz Varese in der Region Lombardei.

## Geographie
Die Gemeinde liegt etwa 20 Kilometer westnordwestlich von Varese und etwa 2,5 Kilometer östlich vom Ostufer des Lago Maggiore und bedeckt eine Fläche von 2,2 km². Die Nachbargemeinden sind Caravate, Laveno-Mombello und Leggiuno.

## Geschichte
Die Ortschaft Sangiano, die in den Statuten der Straßen und Gewässer der Grafschaft Mailand als Sanzano bezeichnet wird und zur Pieve von Leggiuno gehört, gehörte zu den Gemeinden, die zur Instandhaltung der Rho-Straße beitrugen (1346). In den Registern des Estimo (Grundbuch) des Herzogtums Mailand von 1558 und den späteren Aktualisierungen im 18. Jahrhundert war Sangiano unter den Gemeinden, die in derselben Pieve erfasst wurden. Bei der Beantwortung der 45 Fragen wurde die Gemeinde mit dem Grafen Pietro Besozzi belehnt und zahlte jährlich 63 Lire an Zensus. Der Feudalrichter für Zivil- und Strafsachen, Carlo Perabò, residierte in Leggiuno und erhielt 4 Lire und 10 Soldi pro Jahr. Die Gemeinde hatte einen Konsul, einen Bürgermeister und einen Kanzler. Der Konsul, der monatlich ernannt wurde, rief die Häupter des Hauses, ebenfalls durch den Schlag der Glocke, zu allgemeinen und besonderen Versammlungen zusammen. Die Versammlung der Hausherren wählte den Bürgermeister und den Kanzler. Letzterer wohnte in der Gemeinde Cellina und erhielt 15 Lire pro Jahr. Die Gemeindeakten wurden im Hospiz der barfüßigen Augustiner von Aurbico aufbewahrt und einem der Ordensleute anvertraut.
Mit der Aktivierung der Gemeinden in der Provinz Como, auf der Grundlage der territorialen Aufteilung des Königreichs Lombardo-Venetien (Mitteilung vom 12. Februar 1816), wurde die Gemeinde San Giano in den Bezirk XVI von Gavirate aufgenommen. San Giano, eine Gemeinde mit einer Vorladung, wurde durch die spätere territoriale Aufteilung der lombardischen Provinzen (Mitteilung vom 1. Juli 1844) im Bezirk XVI von Gavirate bestätigt. Im Jahr 1853 (Notifizierung vom 23. Juni 1853) wurde Sangiano, eine Gemeinde mit einer allgemeinen Einberufung und 411 Einwohnern, in den Bezirk XIX von Gavirate eingegliedert.
Nach dem vorübergehenden Zusammenschluss der lombardischen Provinzen mit dem Königreich Sardinien wurde die Gemeinde Sangiano mit 480 Einwohnern, die von einem 15-köpfigen Gemeinderat und einem zweiköpfigen Stadtrat verwaltet wird, auf der Grundlage der durch das Gesetz vom 23. Oktober 1859 festgelegten Gebietsaufteilung in den Bezirk VII von Gavirate, Bezirk II von Varese, Provinz Como, eingegliedert. Bei der Gründung des Königreichs Italien im Jahr 1861 hatte die Gemeinde 478 Einwohner (Volkszählung 1861). Nach dem Gemeindegesetz von 1865 wurde die Gemeinde von einem Bürgermeister, einer Junta und einem Rat verwaltet. Im Jahr 1867 wurde die Gemeinde in denselben Bezirk, Kreis und dieselbe Provinz eingegliedert (Verwaltungsbezirk 1867).
Im Jahr 1924 wurde die Gemeinde in den Bezirk Varese der Provinz Como eingegliedert. Nach der Gemeindereform von 1926 wurde die Gemeinde von einem Podestà verwaltet. Im Jahr 1927 wurde die Gemeinde der Provinz Varese zugeschlagen. Im Jahr 1927 wurde die Gemeinde Sangiano zur neuen Gemeinde Leggiuno-Sangiano zusammengelegt (R. D. 1. Dezember 1927, Nr. 2344). Im Jahr 1963 wurde die autonome Gemeinde Sangiano durch Abtrennung ihres Gebiets von der Gemeinde Leggiuno-Sangiano neu gebildet (Präsidialdekret Nr. 1067 vom 26. Juli 1963). Auf der Grundlage des geltenden Gemeindegesetzes wurde die Gemeinde von einem Bürgermeister, einer Junta und einem Rat verwaltet. Im Jahr 1971 hatte die Gemeinde Sangiano eine Fläche von 224 Hektar.

## Bevölkerung
| Jahr      | 1751 | 1805 | 1853 | 1871 | 1881 | 1901 | 1921 | 1951 | 1971 | 1991 | 2001 | 2011 | 2021 |
| Einwohner | 208  | 255  | *411 | 526  | 651  | 826  | 955  | 1071 | 1123 | 1167 | 3712 | 1247 | 1478 |

- 1809 Fusion mit Leggiuno
- 1827 Fusion mit Leggiuno

## Sehenswürdigkeiten
- Neoromanische Pfarrkirche Sant’Andrea Apostolo (1903–1904), Architekt Antonio Casati, bewahrt ein Orgel Mascioni 1915
- Oratorium Madonna del Rosario, erwähnt am Ende des 13. Jahrhunderts, bewahrt Fresken (Ende 16. Jahrhundert)

## Persönlichkeiten
- Giuseppe Besozzi (* 6. Juni 1837 in Mailand; † 4. Juni 1907 ebenda), Graf, Militär und Politiker
- Dario Fo (1926–2016), Schauspieler, Literatur-Nobelpreisträger
- Augusto Lozzia (* 17. September 1896 in Sangiano; † 31. Dezember 1962 in Gardone Riviera), Maler